# Клоп городній
Клоп городній (Eurydema dominulus) — вид клопів з родини щитників (Pentatomidae).

## Поширення
Цей вид поширений в Європі та Північній Азії на схід до Японії. Віддає перевагу відкритим місцевостям з низькою рослинністю.

## Опис
Клоп завдовжки від 5,5 до 7,5 мм. Забарвлення тіла яскраво-червоного кольору з чорними плямами. Переднеспинка має шість чорних плям, які також можуть перетікати одна в одну; щиток має лише велику чорну пляму. Кожна геміелітрон має велику гачкоподібну пляму поруч із іншою меншою прямо перед чорною мембраною. Бічний край черевця має дрібні чорні точки.

## Спосіб життя
Комаха живиться рослинними соками хрестоцвітних. Є шкідником таких культур як пекінська капуста, японська редька та васабі. Парування відбувається навесні з кінця квітня до кінця травня. Починаючи з червня, яйця відкладаються дворядними кладками по шість яєць на листя та стебла рослин-господарів. Личинки розвиваються з червня по липень. Зимує імаго.